# الحركة الكلاسيكية الحديثة

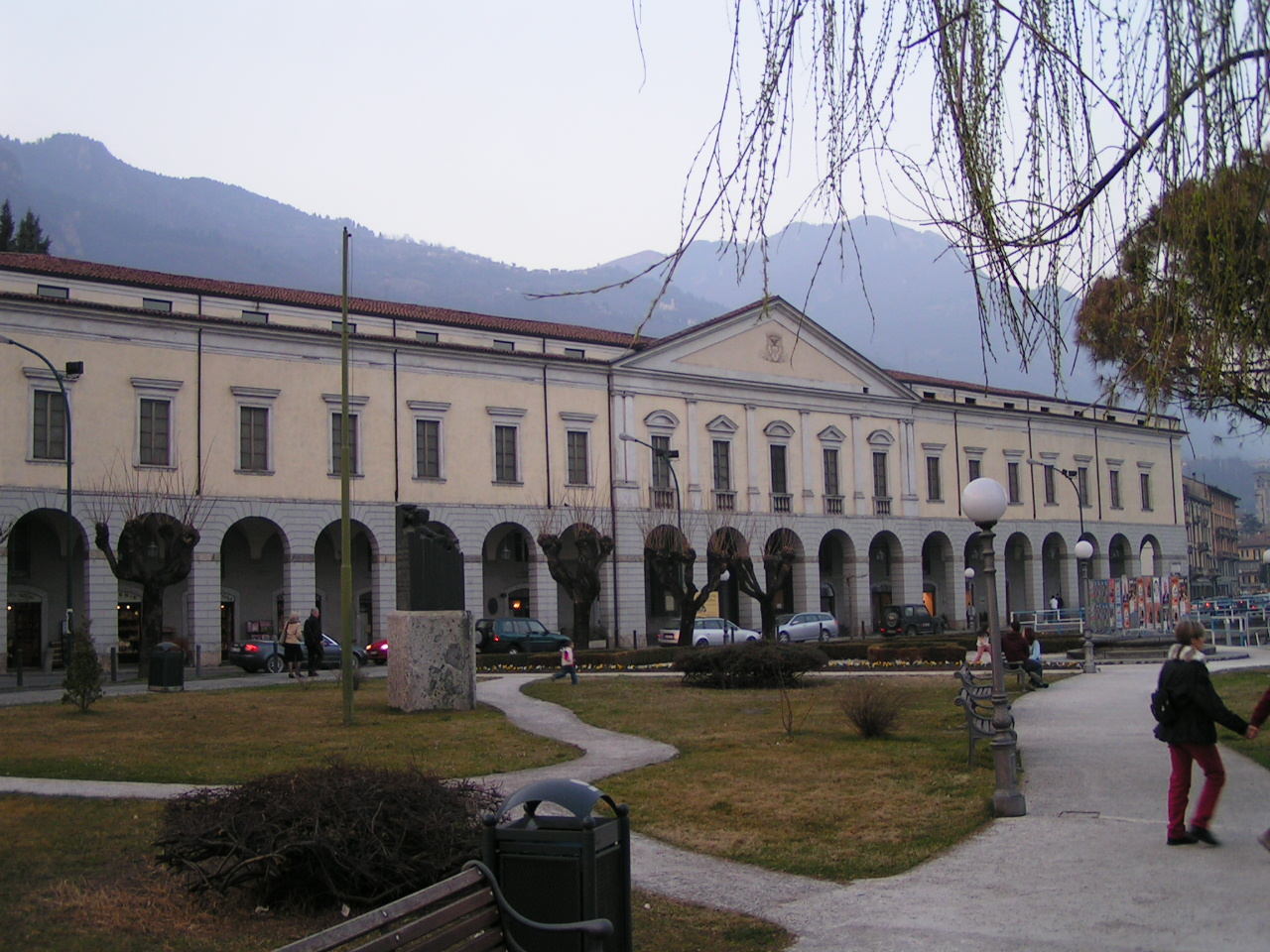
Lovere, Accademia Tadini

ظهرت الحركة الكلاسيكية الحديثة أو النيوكلاسيكية (من اليونانية -νέος neos ، من اللاتينية classicus واللاحقة اليونانيّة -ισμός –ismos) في القرن الثامن عشر للتعبير عن الحركة الجماليّة بطريقة ازدرائيّة، والتي جاءت لتعكس المبادئ الفكريّة للحركة التنويريّة؛ حيث بدؤوا في منتصف القرن الثامن عشر بالإنتاج في الفلسفة، ومن ثم ترجمتها في جميع المجالات الثقافيّة، ومع ذلك فقد فقدت الحركة الكلاسيكيّة الحديثة بعضاً من أتباعها لصالح الحركة الرومانسيّة، وقد صادف حدوث ذلك سقوط نابليون بونابرت.
في الفنون البصرية، الحركة الكلاسيكية الجديدة (Neoclassicism)، بدأت في 1765 م كرد فعل على زخرفة الباروك، وكرغبة في العودة إلى روعة الفن القديم، مغذاة من فكرة التنوير. المجالات التعبيرية التي اُستخدمت أكثر من قبل فنانين الكلاسيكية الجديدة هم النحت والعمارة. أهمية متزايدة في السنوات الأخيرة كانت تتعلق بالمشاكل الحضرية، ونمو المدن.
«النيو كلاسيكين» اختاروا نماذج معينة ضمن المجموعة الكلاسيكية وتجاهلوا كل الآخرين.الكلاسيكيين الجدد 1765-1830م، وخاصة النحاتين كان هناك اهتمام الي مثالية النحت الإغريقي-الروماني (تركيبية-Eclecticism) وإلى تجاهل النحت اليوناني القديم.

## الأصل
بدأ الكلاسيكيون الجدد في إنشاء حملات من أجل التعرّف على الأعمال القديمة في أماكنها الأصلية، وذلك رغبة منهم بإحياء آثارهم القديمة، وقد بادر بذلك المعماريّ الفرنسيّ جاكيه جيرمان سوفلو في عام 1749، حيث ساهم في نشر كتاب "ملاحظات على آثار من مدينة هيركولانيوم" las Observations sur les antiquités de la ville d'Herculaneum والذي يعتبر مرجعاً لا غنىً عنه لنشأة الفنّانين الفرنسيين الكلاسيكيين الحديثين. في إنجلترا قامت جمعية ديليتاني (جمعية هواة) بتمويل الإرساليات الأثرية من أجل استكشاف الآثار اليونانية والرومانية، والتي نتج عنها بعض المؤلفات مثل "مدينة هيركولانيو القديمة بين عامي (1792-1757)، وهو عمل متقن قام بتمويله ملك نابولي (ولاحقا موّله كارلوس الثالث ملك إسبانيا). اعتبرت تلك المؤلفات بمثابة مصدر إلهام للفنانين في تلك الحقبة على الرغم من محدودية انتشارها.
وفي هذا الصدد ينبغي إبراز الدور الذي قامت به روما كنقطة التقاء للمسافرين والفنانين القادمين من كل أوروبا وحتى من أميركا، حيث كانوا يزورون آثار المدينة ويتبادلون الأفكار مما ساعدهم على اكتساب خلفية ثقافية كان يحمله معه عند عودته لبلده الأصلي. وعلى هذا النحو برزت عام 1690 الأكاديمية التي أطلق عليها اسم أكاديمية أركاديا أو أركاديس دي روما، والتي ساهمت من خلال فروعها الممتدة في كافة أنحاء إيطاليا في التوازن بين النماذج الكلاسيكية والوضوح والبساطة في ظهور النزعة الجمالية.
أصبحت المدينة الرومانية مركزاً للحج، حيث أقبل عليها الكثير من المسافرين والنقّاد والعلّامات بقصد إبراز نمط هندستها المعمارية الكلاسيكية. وكان من بينهم البروسي خواتشيم وينكلمان (1717-1768)، وهو معجب ومحب شغوف للثقافة اليونانية وناقد لفن الروكوكو (وهو فن من فنون الزخرفة)، حيث يعتبر عمله «تاريخ الفن في العصور القديمة» (1764) تنظيماً للمعارف الفنية منذ العصور الوسطى وصولاً إلى العصور الرومانية. وفي روما أيضا كان يعمل جيبوباي باتيستا بيرانيسي (1720-1778) في مطبوعاته: انتيشتا الرومانية (1756)، والسجون المبتكرة (1745-1770) وينقل وجهة نظر مختلفة عن الآثار مرفقة بالصور حيث النِسَب غير العادية، وتباينات الأضواء، والظلال كوسائل لإقناع المشاهد.
يعد العمل مليئاً بالرمزية: حيث أن الرقم المركزي يمثل الحقيقة المحاطة بالضوء الساطع (الرمز المركزي للتنوير)، ورقمان آخران يمثلان الحق والعقل والفلسفة واللذان يكشفان الحجاب الذي يخفي الحقيقة.
وكان التنوير يمثل رغبة الفلاسفة في عصر العقل (الفلسفة)؛ وذلك من أجل إخضاع جميع جوانب الحياة والمعرفة الأساسية للمنطق، وجاء الذي يستبدل دور الدين (كمنظم لوجود الرجل) بأخلاق علمانية تنظم من ذلك الحين العلاقات الإنسانية لتؤدي إلى مفهوم علمي للحقيقة.

## التطور
يمكن تصنيف العمارة كفرع من فروع الفنون الاجتماعية والأدبية ويعود الفضل في ذلك إلى الموسوعة في قدرتها على التأثير على الفكر وفي عادات الرجال السائدة آنذاك. وبذلك تزداد المؤسسات التي يمكن أن تسهم في تحسين حياة الإنسان كالمستشفيات والمكتبات والمتاحف والمسارح والحدائق وغيرها الكثير بتصاميم ذات طابع أثري. وقد رفض هذا الاتجاه الجديد الهندسة المعمارية الباروكية وأعاد النظر في الماضي للبحث عن نموذج معماري ذي جودة عالمية.
ولدت حركات هامة أيّدت ضرورة إلغاء الزخرفة في المباني. مثل كتاب مبادئ الهندسة المعمارية (Principi di Architettura Civile) عام 1781، للإيطالي فرانسيسكو ميليزيا (1725-1798) وامتدت من إيطاليا مفاهيم المتشددين إلى جميع أنحاء أوروبا.
وبينما في فرنسا ألف رجل الدين مارك أنطون لوغيير (1713-1769) في مؤلفاته (مقال في الهندسة المعمارية Essai sur l'Architecture 1752 و (ملاحظات حول الهندسة المعمارية Observations sur l'Architecture (1765) وأيّد فيها الحاجة إلى إنشاء مباني تؤدي جميع أقسامها دوراً أساسياً ومفيداً حيث تركز الترتيبات المعمارية آنذاك على العناصر البنّاءة وليس على الزخرفة فقط وذلك من أجل تقديم عمارة حقيقية مشيّدة بصورة صحيحة.
ينطلق كافة المهندسين المعماريين بالتصميم وفقًا لافتراضات شائعة من ضمنها العقلانية في البناء والعودة إلى الماضي. كما وتُتَّخذ نماذج الأبنية في اليونان وروما وحتى في مصر وآسيا الصغرى كمراجع يستخدمها الجميع على الرغم من وجهات النظر المختلفة.
أدت النماذج الإغريقية-الرومانية إلى ظهور العمارة الأثرية والتي أعادت إنتاج كثير من المعابد ذات الطابع الكلاسيكي لتضفي معنىً جديداً على المجتمع المدني. وساعد المظهر الجانبي لـ«البروبابيليا أثينا» الألماني كارل غوتهارد لانغنز في تشكيله لبوابة براندبورغ في برلين (1789-1791) وتشهد على إعادة إنتاج هذا النمط بوابة كلية داونينغ في جامعة كامبريدج (1806) والتي قام بإنشائها الإنجليزي ويليام ويلكنز، أو متحف غليبتوتيك والذي أنشأه ليو فون كلينز لاحقًا.
وأما عالم الآثار الإنجليزي جيمس ستيوارت (1713-1788) والذي كان يلقب بـ«الأثيني» فقد قام باستنساخ نصب ليسيكراتس التذكاري الموجود في أثينا (أقيم هذا النصب تخليدًا لذكرى ليسيكراتس لأنه كان يمول ويدير الفرق الغنائية) في نصبه الذي أنشأه من أجل ليسيكراتس في ستافوردشير. ونشر الأخوان آدم نماذج زخرفية للتصاميم الداخلية مع مواضيع مأخوذة من علم الآثار في كافة أنحاء إنجلترا. واحدة من أعمالهم الأكثر تعبيرًا هي أوستريلي بارك ذات الحجرة المميزة بطابعها الإتروسكاني والردهة الكلاسيكية (80-1775).
فضلت إيطاليا إعادة بناء طرازاتها القديمة التي كانت قد تقدمت بشكل جيد في القرن الثامن عشر وبدايات القرن التاسع عشر.أعيد بناء عدد كبير من المعابد على طراز بانتيون دي أجريبا الواقع في روما مثل لاجران مادريه دي ديو في تورين وسان فرانسيسكو دي باولا في نابولي، وتم الانتهاء من بناء المعبدين في عام 1831 حيث تم إعادة إنتاجها على طراز الأوكتاسيتلو والحجم الأسطواني للبانتيون.
اقترح مهندسون مهتمون بنمط المدينة الفاضلة وثوريين ومتبصرون نمطا معماريا قائما على الأشكال الهندسية.ولم يستهينوا بالإرث الكلاسيكي الماضي واحترموا القواعد التناظرية والأثرية، وجاءت مبانيه في بعض الأحيان مزيجا متقلبا من الأشكال الهندسية. قاد اتيان لوي بوييه (1728-1799) وكلود نيكولا لودوو (1739-1806) هذا الموقف الفني؛ ومن بين العديد من المشاريع غير المبنية يجدر الإشارة إلى النصب التذكاري لإسحاق نيوتن الذي اعتبره بوييه أحد الأنمذجة المثالية القائمة على قاعدة دائرية لتكون مأوى للناؤوس العلمي. ترك لودوو مباني مشيّدة، بما في ذلك جزء من المدينة الفاضلة الصناعية لساليناس دي ارك-أي-سينان، ذي الطابق الدائري في مصنع فرانس كونته وتجمع فيليت في باريس.
ظهرت فئة ثالثة ما بين العديد من المجموعات، ألا وهي الهندسة المعمارية الخلابة، من خلال إانشاء الحدائق الإنجليزية في القرن الثامن عشر، بحيث تكون منظمة بشكل طبيعي بعيدا عن الشكل الهندسي للحدائق الفرنسية. يثير الإعجاب في هذه الهندسة المعمارية الجمع بين الطبيعة مع الفن المعماري، وإدراج المناظر الطبيعية في مباني مشابهة للإنشاءات الصينية والهندية والقرون وسطية.استخدام الضوء والأشكال الخيالية في هذه المجموعة تسعى إلى إثارة الأحاسيس في المشاهد. وقام هوراس ولبول (1717-1797) تأليف تل الفراولة (1753-1756) في لندن في إنجلترا، وهو عمل أدبي قوطي استلهمه المؤلف من رواية قوطية تحكي عن هذا الفن الهندسي، تعبيرا عن التأثير الملهم للهندسة المعمارية. قام وليام شامبرز (1723-1796) أيضا ببناء مجموعة خلابة في حدائق كيو في لندن (1757-1763) زج فيها الباغودا الصينية التي تعكس معرفته بالهندسة المعمارية الشرقية.

## النحت
«ادخل النحت الكلاسيكي الحديث وزنه في ذكرى الماضي، وفي الحاضر باعتبار العديد الكبير من القطع التي تستخرجها عمليات التنقيب الأثرية، بالإضافة إلى المجموعات التي تشكلت على مدى القرون»
تتشكل المنحوتات الكلاسيكية في معظم الأحيان من المرمر الأبيض (الرخام) دون مزجها بأنواع أخرى من الصخور، ويعتقد بأن جميع المنحوتات القديمة كانت بنفس الأسلوب بحيث يغلب عليها طابع البساطة والجمال، وهذا ما وجده فينكمان في التماثيل اليونانية.
وبناء على ذلك، أسس غوتهولد افرايم ليسينغ (1781-1729) مجموعة من النظريات في كتابه لاوكون أو حول حدود التصوير والأدب (1766) Laokoon oder Über die Grenzen der Malerei und Poesie والتي دعت إلى إيجاد مقياس جمالي على مستوى العالم بحيث يرشد الفنانين ويهديهم إلى الاعتدال في التعبير وصياغة مشاعرهم وفق قواعد تتبناها الحركة الكلاسيكية الحديثة.
وبهذا، فإن المنحوتات التي ظهرت في أواخر القرن الثامن عشر وبدايات القرن التاسع عشر كانت أعمالا فنية تغلب عليها البساطة، وتخلو من الزخارف مخالفة بذلك الذوق السائد لتعرج المنحوتات في عصر البروكية.
وكان للعري ظهور واضح في منحنيات الحركة الكلاسيكية الحديثة، سعيا لإبراز أعمالها على مدى التاريخ. امتازت المباني في زمن الحركة الكلاسيكية الحديثة بوفرة نقوشها المأخوذة من الرموز اليونانية والقيم الاجتماعية، حيث امتلأت واجهات القصور والأعمدة التذكارية والمعالم التاريخية بالنقوش، ومثال ذلك قوس النصر. ومن الجدير بالذكر أن الصورة التجسيدية حظيت بمكانة مهمة آنذاك ومثال ذلك: تمثال القائد الفرنسي نابليون الذي جسده أنطونيو كانوفا كمارس إله الحب، وجسد أيضا شقيقته باولينا كفينوس آلهة الحب والجمال، متأثرا بآلهة الميثولوجيا الكلاسيكية. في حين فضل البعض الأخر من رموز هذه الحركة استخدام فن الرسم بدلا عن النحت ومن بينهم خيان أنطونيو هودن في لوحته فولتاريا المتواجدة في متحف الهرميتاج.
جمع كلا من أنطونيو كانوفا وبيرتل ثوربالدسن شتى تيارات النحت في الحركة الكلاسيكية الحديثة. بينما رأى كانوفا الكلاسيكية من منظور الحركة الباروكية وأسس أسلوبا سلسا للغاية. في حين واصل الدنماركي ثوربالدسن ما بدأه ونكلمن من نظريات حتى حصل على أسلوب مختلف يعتمد على النحت الإغريقي.

## الرسم
قام الرسامون -ويبرز منهم خاكيس لويس ديفيد- باستنساخ الأعمال الرئيسية الخاصة بالثورة فعملوا على تعظيم الأساطير الرومانية التي تتوافق مع المبادئ الثورية للفن.
يعد الوضوح البنيوي وهيمنة الرسم على اللون من أهم الخصائص الشكلية الرئيسية في الرسم الكلاسيكي الحديث. فعلى سبيل المثال يعدّ العمل الفني «قسم الإخوة هوراثيوس» من الأعمال التي طرحت حيزاً دقيقاً تظهر فيه الشخصيات في الصدارة. أما الرسام خيان اوجوسته دومينيكه انجريس (1839-1867) على الرغم من أنه لم يكن رساما كلاسيكيا حديثا، إلا أن لديه أعمالاً تمثل هذه الحركة الفنية من بينها «لا فوينته».
بحسب علم الموسيقى الحالي، فإن مصطلح «موسيقى كلاسيكية» يطلق فقط على ما يُسمى موسيقى العصر الكلاسيكي ما بين الفترة (1750-1827) والذي يتزامن مع عصر الكلاسيكية الحديثة، وقد تبعت هذه الموسيقى القوانين الجمالية الإغريقية-الرومانية المتعلقة بالتوازن في الشكل والاعتدال في الحركة والانسجام.
تسمى بشكل شائع «الموسيقى الكلاسيكية» كل نوع من الموسيقى يخالف الموسيقى الشعبية والفلكلورية، ويمكن ملاحظة ذلك في وسائل الاعلام؛ في المجلات والجرائد والمجلات الموسيقية المصاحبة لأقراص الموسيقى الأكاديمية، لتحديد نوع الموسيقى المدروسة في المعاهد الموسيقية والجامعات، ويفضل الموسيقيون مصطلح «الموسيقى التعليمية» أو «الموسيقى المثقفة».
وعلى غرار الرومان والإغريق القدامى لم يتمكنوت من ابتكار طرق لحفظ الموسيقى بوساطة دعم جرافيكي كالخلفية الموسيقية أو دعم صوتي مثل المسجلات. لم تصل الحركة الكلاسيكية الحديثة في القرنين الثامن عشر والتاسع عشر كحركة إحياء للفنون الاغريقية الرومانية الكلاسيكية (العمارة، النحت، الرسم) إلى إحياء الموسيقى.
على أية حال، تأثر موسيقيو أواخر القرن الثامن عشر بلا شك في الفن والفكر السائد آنذاك وحاولوا إنشاء نمط من الموسيقى مستوحاة من جمالية الأعمال اليونانية الرومانية:
- إتقان ملحوظ من حيث الشكل.
- الاعتدال في استخدام المحسنات البديعية (المستعملة بكثرة في عصر الباروك) وأصبح الناس يعتبرون الطباق والجناس مبالغا فيه إلى حد ما.
- محدودية التعبير العاطفي.

قام العديد من الملحنين بعد الحرب العالمية الأولى مثل ايغور سترافينسكي وباول هينديميث بإجراء مجموعة تركيبات أشارت للعودة إلى قوانين الحركة الكلاسيكية الحديثة التابعة لمدرسة فيينا (Viena) لصاحبيها هادين وموزارت، وعلى الرغم من وجود انسجام من التنافر والإيقاع غير المنتظم كانت تدعى هذه الحركة الموسيقية «الموسيقى الكلاسيكية الحديثة».

## الأدب
كان التنوير الحركة الفكرية التي تسببت بتسمية القرن الثامن عشر ب«عصر التنوير». وأدى الترويج إلى عقيدة المنطق والعقل من قبل فلاسفة التنوير إلى رفض العقيدة الدينية التي كانت تعتبر أصل التعصب واختفاء مفهوم أن الله كان سيحكم العالم بأكمله من خلال الطبيعة في المفاهيم الإلحادية للكون. عزز المفكرون في هذه الحقبة البحث في الطبيعة والتطور العلمي والتكنولوجي والتعليم ونشر جميع أنواع المعرفة عن طريق الموسوعة العلمية. وغدا الفن أسهل وأقل تكلفة، وتوجه الأدب إلى جمهور أكبر كما لو أنه آلة اجتماعية. وأدى زيادة عدد القراء خصوصا بين البرجوازيين إلى اعتبار الكاتب كما لو أنه محترف، واعتبروا الكتابة مرجعهم الأساسي أو الثانوي الذي يستندون إليه. وعرضَ المفكرين الثلاثة فولتير ومونتسكيو وروسو مبادئهم حيث كانت فرنسا هي الأولى في رفضها لنماذج الباروك. وظهر أيضاً بيير بايل، دنيس ديدرو، جورج دي بوفون، وشامبلان دي ماريبوكس. تبنت المملكة المتحدة رواية المغامرة، بينما سلط الضوء على دانيال ديفو، جوناثان سويفت، صموئيل ريتشاردسون وهنري فيلدينغ، جنبا إلى جنب مع الشعراء جون درايدن وألكسندر بوب.
ومن الرواية انتقل لكتابة المقالات بكونه نوع معمم للأفكار بامتياز. وأعطى الأدب الكلاسيكي الحديث نقداً للعادات والتقاليد مشدداً على أهمية التعليم ودور المرأة ومُتَع الحياة، وبرز في لإسبانيا الراهب البندكتي (الراهب الذي يعلم رجال الأعمال فن الحياة السعيدة) بينيتو خيرونيمو فييخو وكاسبر ميلتشور دي خوفييانوس وخوسيه كادالسو. وسلط الضوء على أهمية الخرافة والرواية والشعر والتي عادةً ما تكون ممثلة بالحيوانات، حيث يعرض التعاليم الأخلاقية. وتميزت الخرافة بكونها ذات طابع تعليمي وبقيامها على نقد النقائص والعيوب والعادات الشخصية، وإعادة استعمالها للمحسنات البديعية مثل التشخيص والتجسيد. ويعتبر الجنس الأكثر تكيفاً مع الفروض واللوازم الكلاسيكية الحديثة حيث أنه يعد تكوينا بسيطا تدخل فيه الطبيعة. وبرز العديد من مؤلفي الحكايات مثل فيليكس ماريا دي سامانييجو وتوماس دي ارياتيه في إسبانيا والفرنسي جيان دي لا فونتاينه.
في إسبانيا، كان هناك استمرارية للباروكية في الشعر، حيث اعتبر الكثير من الشعراء مثل دييغو دي توريس وبيارويل، كيبيذو مثلهم الأعلى، غابرييل الباريث دي توليدو وإوخينيو خيراردو لوبو. ظهر في النصف الثاني من القرن السابع عشر الشعر الكلاسيكي الحديث، حيث كانت المواضيع المهيمنة عليه هي المواضيع العلمية والفلسفية أو التي تصب بقضايا المفارقة التاريخية والرعائية، وتتميز أحيانا بالخرافات. حيث برز نيكولاس فيرنانديث دي مورثين مؤلف كتاب فن العاهرات، المحظور من قبل محاكم التفتيش، حيث يمكن أن يلهم نزوات غويا، خوان ميلينديث بالذيس وخوسيه كادالسو، من مدرسة سالامنكا، حكايات ايرياتيه وسامانيجو في مدريد من مدرسة إشبيلية، حيث برز أيضًا خوسيه مارتشينا وفيليكس خوسيه رينوسو وخوسيه ماريا بلانكو والبيرتو ليستا.
وأعطت أيضًا تأثيرا قويا على الباروكية في المسرح الإسباني، خاصة خلال النصف الأول من القرن الثامن عشر، مع مؤلفين مثل أنتونيو دي ثاموره أو خوسيه دي كانيثاريس. واجه المسرح الإسباني عدة تغييرات، كالخطر الرسمي لتمثيل المسرحيات الدينية، وإعادة ظهور الذوق الشعبي الفكاهي، والانتقال من المدرجات القديمة إلى المسارح، حتى تصبح أماكن عمل مناسبة لمفهوم جديد للمسرح. في نهاية الثلث الأول من القرن الثامن عشر ابتدأ الكتاب المسرحيون الإسبان بمتابعة النماذج الفرنسية مثل نيكولا بوالو ولويس راسين، مجددين بذلك الجمالية الأرستقراطية والهوراسيناس (نسبة للشاعر هوراس). ينبغي أن يكون العمل المسرحي ذا مصداقية، ويتوافق مع وحدات عمل المكان والزمان، ويكون ذا نهج تربوي وأخلاقي.
وظهر بشكل لامع في المأساة نيكولاس فرنانديز دي موراتين، خوسيه كدالسو، إجناسيو لوبيز دي ايالا وفيسنتي غارسيا دي لا هويرتا. وتعتبر المهزلة من أكثر الأنواع شعبية، وأكد على ذلك أنطونيو دي ثامورا ورامون دي لا كروز وإجناسيو جونزاليس ديل كاستيلو.
وظهرت بشكل لامع وخاص شخصية لياندرو فرنانديث دي موراتين، مبتكر ما يسمى الكوميديا الموريتّانيّة، "comedia moratiniana" ومن الأمثلة عليها (الكوميديا الجديدة أو القهوة، موافقة الفتيات التي سخرت من الرذائل والعادات السائدة في ذلك الوقت، مستخدمة المسرح كوسيلة لجعل العادات أخلاقية. ومن أتباع هذا النهج أيضاً مانويل بريتون دي لوس هيريروس وفنتورا دي لا فيغا.

## الحدائق الكلاسيكية الحديثة
في إنجلترا، كان الأدب الأغسطسي ذا علاقة مباشرة مع النمط الأغسطسي لتصميم المناظر الطبيعية. تتجلى هذه الروابط بشكل واضح في أعمال ألكسندر بوب. أفضل الأمثلة الباقية على الحدائق الإنجليزية الكلاسيكية الحديثة هي قصر تشيزيك، وقصر ستو، وقصر ستاورهيد.

## الموضة في الكلاسيكية الحديثة
في عالم الموضة، كان للحركة الكلاسيكية الحديثة التأثير الأكبر على بساطة الفساتين النسائية، وعلى موضة اللون الأبيض التي استمرت طويلًا منذ فترة ما قبل الثورة الفرنسية، ولكن لم يحدث ذلك إلا بعد أن أصبحت المحاولات الشاملة الدقيقة لتقليد الأساليب القديمة رائجة في فرنسا، على الأقل بالنسبة للنساء. ارتُديت الأزياء الكلاسيكية منذ فترة طويلة من قِبل سيدات أنيقات وقفن لتجسيد شخصية من الأسطورة اليونانية أو الرومانية في اللوحات (خاصةً بوجود موجة من هذه اللوحات للعارضة الشابة إيما، السيدة هاملتون منذ ثمانينيات القرن الثامن عشر)، ولكن مثل هذه الملابس كانت تُرتدى فقط في جلسات رسم البورتريه والحفلات التنكرية حتى قدوم الحقبة الثورية، وربما ارتُديت كبعض التصاميم الغريبة الأخرى باعتبارها ثيابًا غير رسمية للمنزل. ولكن ارتُديت التصاميم في لوحات جولييت ريكامييه، وجوزيفين دو بوارنيه، وتيريزا تاليان، والباريسيات الأخريات مبدعات الموضة كُنَّ يرتدينها للخروج في الأماكن العامة أيضًا. بعد رؤية المدام تاليان في دار الأوبرا، سخر تاليران مستهزئًا «لا يمكن للمرء أن يتعرى بشكل أكثر ترفًا!». في عام 1788، قبيل الثورة مباشرة، كانت الفنانة مصورة البلاط الملكي إليزابيث لويز فيغ لوبرون قد أقامت عشاءً يونانيًا ارتدت فيه السيدات السترات البيضاء الخالِصة. كانت تسريحات الشعر الكلاسيكية الأقصر مقبولة مع الخصل المجعّدة وأقل إثارة للجدل ومنتشرة بشكل كبير، وأصبح  الشعر مكشوفًا حتى في الهواء الطلق؛ باستثناء الملابس المسائية، كانت قديمًا قلنسوة الرأس (البونييه) أو غيرها من الأغطية تُرتدى عادةً حتى داخل المنزل. استُعملت أشرطة رقيقة يونانية الطراز أو فيليه لربط الشعر أو تزيينه عوضًا عن تغطيته.
الفساتين خفيفة جدًا وفضفاضة، تكون عادة بيضاء وغالبًا دون كُمَّين كاشفةً عن ذراعين عاريتين، تبدأ تمامًا من الكاحل وتنتهي أسفل الصدر مباشرة حيث يُعقد طوق أو وثاق رفيع بقوة حول الجسم، غالبًا بلون مختلف. أصبح هذا الشكل الآن يعرف غالبًا باسم سلويت الإمبراطورية أو خيال الإمبراطورية رغم أنها سبقت إمبراطورية نابليون الفرنسية الأولى، لكن إمبراطورته جوزيفين دو بوارنيه الأولى كانت عاملًا مؤثرًا في نشرها في جميع أنحاء أوروبا. ساعد في الطقس البارد ارتداء وشاح أو إزار طويل مستطيل الشكل أو ملتف، غالبًا ما يكون أحمر خالص مع حافة مزركشة كما يبدو في لوحات الصور الشخصية، ويبدو أنها كانت تُوضع حول الجزء الأوسط من الجذع عند الجلوس؛ إذ فضلت النساء آنذاك وضعيات التمدد القريبة من الاتكاء. بحلول بداية القرن التاسع عشر، كانت هذه الأنماط قد انتشرت على نطاق واسع عبر أوروبا.

## رسامون من الحركة الكلاسيكية الحديثة
- فرانسوا جوزيف نيفيز